# 普拉坦鸟属
普拉坦鸟属（学名：Platanavis）是反鸟类的一个属，生存于早白垩世的乌兹别克斯坦。模式种是小普拉坦鸟（P. nana），由Nessov于1992年首次命名。这种鸟类的化石不多，因此目前对其所知甚少。